# 沙巴爾塔耶韋
50°11′6″N 34°35′37″E / 50.18500°N 34.59361°E
沙巴爾塔耶韋（羅馬化：Shabaltaieve）是位於烏克蘭東北部的村莊，由蘇梅州奥赫蒂尔卡区的赫倫市鎮負責管轄。該村距離弗亞佐韋1公里，海拔高度158米，2001年人口321。